# Isomonia
Isomonia is een geslacht van tweekleppigen uit de  familie van de Anomiidae.

## Soorten
- Isomonia alberti (Dautzenberg & H. Fischer, 1897)
- Isomonia umbonata (Gould, 1861)